# Archimbald I van Bourbon
Archimbald I van Bourbon bijgenaamd de Moedige (circa 930 - 990) was van 959 tot aan zijn dood heer van Bourbon. Hij behoorde tot het huis Bourbon.

## Levensloop
Archimbald I was de zoon van heer Aymon I van Bourbon en diens echtgenote Aldesinde. Na het overlijden van zijn vader in 959 werd hij heer van Bourbon.
Rond 954 bevestigde hij de donatie van de familiale bezittingen die zijn grootvader Adhémar in 915 aan de Abdij van Cluny had gedaan. Ook was hij als heer van Bourbon een trouwe beschermheer van de monniken van de priorij van Sauvigny. 
Archimbald I stierf in 990.

## Huwelijk en nakomelingen
Archimbald I was gehuwd met ene Rotgardis. Vermoed wordt dat zij een dochter was van heer Rudolf van Brosse, maar dit is niet zeker. Ze kregen een zoon:
- Archimbald II (960/970-1031/1033), heer van Bourbon